# Agapiusz (biskup koptyjski)
Agapiusz (ur. 2 kwietnia 1949 w Az-Zakazik) – duchowny Koptyjskiego Kościoła Ortodoksyjnego, od 1988 biskup Dajr Mawwas.

## Życiorys
15 grudnia 1977 złożył śluby zakonne w monasterze św. Paisjusza. Święcenia kapłańskie przyjął 17 lipca 1979. Sakrę biskupią otrzymał 13 listopada 1988.